# بريت هالسي (لاعب كرة قدم)
بريت هالسي (بالإنجليزية: Bret Halsey)‏ هو لاعب كرة قدم أمريكي في مركز الدفاع، ولد في 1 يونيو 2000 في ستيرلينغ ‏ في الولايات المتحدة. لعب مع ريال سولت ليك.